# San Pedro de los Naranjos
San Pedro de los Naranjos är en ort i Mexiko.   Den ligger i delstaten Durango, i den centrala delen av landet, 210 km väster om huvudstaden Mexico City. San Pedro de los Naranjos ligger 1 756 meter över havet och antalet invånare är 4 126.
Terrängen runt San Pedro de los Naranjos är kuperad åt sydväst, men åt nordost är den platt. Runt San Pedro de los Naranjos är det ganska tätbefolkat, med 166 invånare per kvadratkilometer. Närmaste större samhälle är Salvatierra, 6,4 km öster om San Pedro de los Naranjos. I omgivningarna runt San Pedro de los Naranjos växer huvudsakligen savannskog.